# NGC 5352
NGC 5352 is een elliptisch sterrenstelsel in het sterrenbeeld Jachthonden. Het hemelobject werd op 1 mei 1785 ontdekt door de Duits-Britse astronoom William Herschel.

## Synoniemen
- UGC 8812
- MCG 6-31-11
- ZWG 191.9
- PGC 49370